# José Ángel Biel
José Ángel Biel Rivera (Teruel, 1 de mayo de 1946) es un político español, presidente de las Cortes de Aragón (2011-2015).

## Biografía
Nació en Teruel, el 1 de mayo de 1946. Es uno de los políticos más veteranos de la Comunidad: Ha permanecido en posiciones de poder en las instituciones regionales desde la época de la Transición hasta el año 2015, casi sin interrupción.
Es licenciado en Derecho, abogado de profesión y funcionario del Instituto Nacional de la Seguridad Social. Fue presidente del Partido Aragonés desde junio de 2000 hasta junio de 2015.
Comenzó su carrera política en la Unión de Centro Democrático (UCD), partido con el que fue elegido diputado al Congreso por Teruel (1977) y senador (1979). Desempeñó diversos cargos en la Asamblea Provisional de parlamentarios, en la Diputación General de Aragón (DGA) preautónomica —de la que fue Consejero de Presidencia— y en la Comisión Mixta de transferencias Estado-Aragón. En 1981, siguiendo la política nacional de la UCD, apoyó el Pacto para la aprobación de la Ley Orgánica de Armonización del Proceso Autonómico (LOAPA), ley que significó el acceso de Aragón a la autonomía por la llamada «vía lenta».
En 1983, tras la desaparición de la UCD, se unió al Partido Aragonés Regionalista (PAR). Tras las elecciones autonómicas del 10 de junio de 1987, se convirtió en Consejero de Presidencia del Gobierno de Aragón presidido por Hipólito Gómez de las Roces. Impulsó la alianza del PAR con el Partido Popular (PP), qué conduciría a la formación de un gobierno de coalición.
Después de las elecciones del 26 de mayo de 1991 continuó en la Consejería en el nuevo Gobierno presidido por Emilio Eiroa. Patrocinó proyectos políticos controvertidos como el del Pabellón de Aragón en la Exposición Universal de Sevilla o el convenio con Antena 3.
Tras la victoria de Santiago Lanzuela (Partido Popular) en las elecciones autonómicas del 28 de mayo de 1995, pasó a desempeñar el cargo de portavoz regionalista en las Cortes.
En agosto de 1999, se formó una coalición de gobierno entre el PSOE y el PAR, con lo que el socialista Marcelino Iglesias fue investido presidente de Aragón, este pacto dio camino a una larga etapa de estabilidad institucional que perduró durante tres Legislaturas (V, VI y VII).
Biel volvió a la Consejería de Presidencia de la Diputación General de Aragón. El 10 de noviembre de 1999, tras modificarse la Ley de Presidente y el Gobierno de Aragón, Biel tomó posesión del recién creado cargo de Vicepresidente, figura inexistente hasta entonces.
En 2007 encabezó lista del PAR a la presidencia del Gobierno de Aragón y a la alcaldía de Zaragoza.
Tras la victoria del Partido Popular en las elecciones autonómicas del 22 de mayo de 2011, la candidata popular, Luisa Fernanda Rudi negoció con el PAR de Biel un pacto para conseguir su apoyo en la investidura y en la Legislatura —la VIII— que iba a comenzar, dicho acuerdo se rubricó con la presencia del presidente del Partido Popular, Mariano Rajoy en Madrid el 6 de julio, este incluía que el PP y el PAR irían en alianza a las elecciones generales que se anticiparon el 20 de noviembre de ese año y que el PP cedería hasta 3 senadores a la formación aragonesista. Biel fue presidente de las Cortes de Aragón en la VIII Legislatura (2011-2015), siendo sustituido entonces por Antonio Cosculluela. 
Se retiró de la vida política en julio de 2015. Es el único diputado que ha permanecido en las Cortes de Aragón en todas las legislaturas: unas 11.717 jornadas —32 años y 26 días—. Está casado y tiene una hija.

## Cargos desempeñados

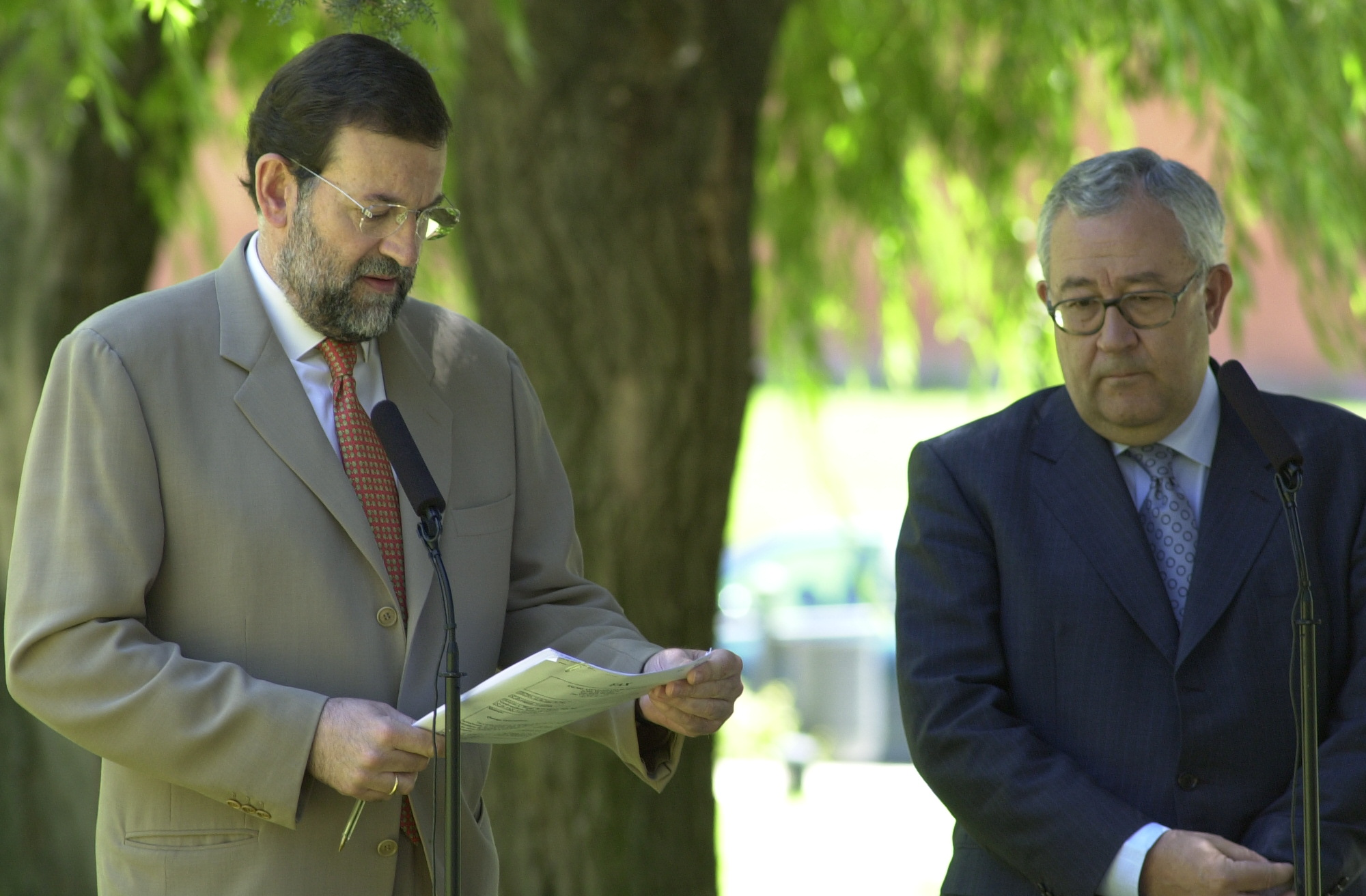
José Ángel Biel junto al entonces ministro del Interior, Mariano Rajoy (18 de junio de 2001).

- Diputado por la provincia de Teruel en el Congreso de los Diputados (1977-1979).
- Secretario general de la Diputación General de Aragón (1978-1982).
- Senador por la provincia de Teruel (1979-1982).
- Consejero de Presidencia de la Diputación General de Aragón (1982-1983).
- Diputado por la provincia de Teruel en las Cortes de Aragón (Desde 1983).
- Consejero de Presidencia de la Diputación General de Aragón (1987-1993).
- Vicepresidente de la Diputación General de Aragón (1999-2011).
- Consejero de Presidencia de la Diputación General de Aragón (1999-2007).
- Presidente del PAR (2000-2015).
- Presidente de las Cortes de Aragón (2011-2015).